# Валентин Иванов (футболист)
Вижте пояснителната страница за други личности с името Валентин Иванов.
Валентин Козмич Иванов е съветски футболист и треньор. Легендарен нападател на Торпедо (Москва), с над 100 отбелязани гола в съветския шампионат. Европейски и олимпийски шампион в националния отбор на СССР. Иванов е един от голмайсторите на Евро 1960 (2 гола) и Мондиал 1962 (4 гола). Заслужил майстор на спорта и заслужил треньор на СССР. Неговият син Валентин дълги години е считан за един от най-добрите футболни съдии в Русия.

## Клубна кариера
От 15-годишен Иванов работи като шлосер в завод и играе за работническия отбор. Забелязан е от клубната легенда на Торпедо (Москва) Георгий Жарков, който го кани в тима на „черно-белите“. Въпреки голямата конкуренция в състава, младият нападател се преборва за титулярното място. Партньорството му с Едуард Стрелцов става едно от най-класните в съветската Висша дивизия, като благодарение на тях „заводците“ рядко остават извън челната петица на таблицата. В състава личат още имената на халфа Валерий Воронин, крилото Слава Метревели и защитника Виктор Шустиков. Иванов е двукратен шампион на СССР (1960, 1965) и носител на националната купа

## Национален отбор
Дебютира за националния отбор на СССР през 1955 г. Година по-късно става олимпийски шампион в Мелбърн. Валентин Иванов е част от тима на СССР на световното първенство през 1958 г., а две години по-късно е в основата на спечелването на Евро 1960. През 1962 г. помага на „Червената армия“ да достигне 1/4-финал на световното първенство в Чили, като вкарва 4 гола. Нападателят е един от голмайсторите на турнира, заедно с името като Флориан Алберт, Гаринча и Вава.
За тима на СССР има 59 мача и 26 гола, което го прави трети голмайстор в историята на „Сборная“. Пред него са само Олег Блохин (45 гола) и Олег Протасов (29 гола).

## Треньорска кариера
След края на кариерата си през 1966 г. Иванов става старши треньор на Торпедо. Тимът обаче е средняк в таблицата и в първия си период начело на тима Валентин Козмич печели само една Купа на ССР през 1968 г. След като е уволнен през 1970 г., завършва Смоленския институт по физическа култура.
Иванов се завръща начело на Торпедо през 1973 г. и изгражда конкурентоспособен състав. През 1976 г. печели шампионата на СССР, което е и последната шампионска титла на „автозаводците“. Две години по-късно отново напуска Торпедо, като треньор става Владимир Салков. През 1980 г. Иванов за трети път застава начело на тима. В този период „автозаводците“ са далеч от ранга на Динамо Киев и Спартак Москва, но Валентин Козмич дава път на много млади футболисти като братята Юрий и Николай Савичеви, Юрий Тишков, Валерий Саричев. През 1986 г. Торпедо печели Купата на СССР, а през 1991 г. губи финала от ЦСКА (Москва).
През сезон 1992/93 е треньор на мароканския Раджа (Казабланка). През 1994 г. се завръща в Русия, като за кратко е начело на Асмарал, след което отново поема Торпедо. През 1996 г. отборът фалира и е преименуван на „Торпедо-Лужники“, след закупуването му от Владимир Альошин. Иванов отново е треньор на „черно-белите“ за кратко през 1998 г. Последният тим в треньорската му кариера е Торпедо-Металург.

## Успехи

### Отборни
- Шампион на СССР – 1960, 1965
- Купа на СССР – 1960
- Европейски шампион – 1960
- Олимпийски шампион – 1956

### Индивидуални
- Голмайстор на Евро 1960 – 2 гола
- Голмайстор на Мондиал 1962 – 4 гола
- Голмайстор на съветския национален отбор на световни финали – 5 гола
- В списък „33 най-добри“ – № 1 (1955, 1957 – 1964), № 2 (1953, 1956, 1965)

### Треньорски
- Шампион на СССР – 1976
- Купа на СССР – 1968, 1972, 1986